# Магдебург
 Тази статия е за града в Германия.  За историческата държава вижте Херцогство Магдебург.  
Магдебург (на немски: Magdeburg) е град в Източна Германия, столица на провинция Саксония-Анхалт. Речно пристанище на река Елба. Има население 235 723 жители към 31 декември 2015 г., 2-ри по население в Саксония-Анхалт след Хале (232 963 жители). Площта му е 200,97 km², гъстотата на населението е 1173 д./km². Градът е център на металургия, машиностроене, захарна промишленост и други.

## География
Разположен в северната част на Германия, на река Елба, в близост до пресичането ѝ със Средногерманския канал. Голямо речно пристанище.

## История
Основан е през 805 година от Карл Велики. През Средновековието е един от важните немски градове. През XIII век е обявен за свободен град и магдебургското феодално право се разпространява в Средна и Източна Европа. По същото време влиза в Ханзата. По време на Тридесетгодишната война, през 1631 година градът изгаря почти до основи. В периода 1646 – 1676 година кмет на града е известният физик Ото фон Герике. Днес градският университет е наречен на негово име. По време на Наполеоновите войни, през 1806 година крепостта се предава на френските войници. Градът е присъединен към контролираното от Франция Кралство Вестфалия според договора от Тилсит от следващата година. Крал Жером Бонапарт назначава конт Хайнрих фон Блументал за кмет. През 1815 година Магдебург е обявен за столица на новата пруска Провинция Саксония. През 1912 година старата крепост е разрушена, а през 1908 година община Ротензе става част от Магдебург. През 1944 година градът е бомбардиран от американци и англичани и е разрушен отново. Днес средновековните останки на града могат да се видят в историческия му център Алтер Маркт (Старият пазар).

## Забележителности
В града се намира Катедрала на Свети Екатерина и Мавриций първата готическа катедрала в Германия, с височина от 104 m. Тя е най-високата катедрала в бившата Източна Германия, строена на няколко етапа между 1209 и 1520 година.
Магдебургската катедрала е богата с произведения на изкуството, от антики до съвременно изкуство. По-значимите произведения, подредени приблизително по време на създаването:
- Антични колони от мрамор, порфир и гранит, използвани в апсидата, пренесени от Равена за строежа на първата сграда през 937.
- Кръщелен купел от розов порфир от Асуан. Първоначално е създаден като фонтан с отвор в центъра.
- Гробът на император Ото Велики от 973. При ексхумация от 1844 е установено, че гробът съдържа скелет и остатъци от дрехи, но всички погребални дарове са ограбени.
- Статуя на Свети Мавриций, създадена около 1250. Това е първото реалистично изобразяване на африканец в централноевропейското изкуство.
- Статуя на Света Екатерина, създадена също около 1250 от автора на статуята на Свети Мавриций
- Кралската двойка (Herscherpaar) в шестнадесетстенната капела, също около 1250. Не е известно коя е двойката, но е възможно да е император Ото Велики и кралица Едита или Исус в рая със Светата църква.
- Скулптурите на петте мъдри и петте неразумни девици, също около 1250 г. Това е най-забележителното произведение на изкуството в катедралата. Разположени са пред северния вход, към трансепта.
- Столовете в хора от 1363 изобразяват живота на Исус. Неизвестният автор е направил и столовете в хора в Бременската катедрала.

## Личности
Родени
- Густав Шефер (р.1988) – барабанист от групата Токио Хотел
- Ото фон Герике (1602 – 1686) – физик и кмет на града между 1646 – 1676. Чрез експеримента си с „магдебургките полукълба“ се смята за откривател на вакуума
- Георг Филип Телеман (1681 – 1767) – известен бароков композитор

## Побратимени градове
- Валенсия, Испания
- Перник, България
- Шумен, България (1987)[3]
- Харбин, Китай